# Единбург Сіті
«Единбург Сіті» (шотл. Edinburgh City) — професійний шотландський футбольний клуб з міста Единбург. Виступає у шотландській Другій лізі як член Шотландської професійної футбольної ліги. Домашні матчі проводить на стадіоні «Ейнслі Парк», який вміщує 3 000 глядачів.

## Історія
Перший клуб з такою ж назвою «Единбург Сіті» з'явився в Единбурзі у 1928 році і спочатку мав аматорський статус. У 1931 році «Сіті» вступив до Шотландської футбольної ліги. Протягом Другої світової війни клуб грав у Аматорській Лізі Лотіана і лише у 1946 році був прийнятий до С Дивізіону. Після трьох років боротьби команда покинула футбольну лігу. «Единбург Сіті» перейшов у юніорський статус і виступав у міських та районних юніорських лігах доки не припинив існування остаточно у 1955 році.
Футбольний клуб, правонаступником якого є нинішній «Единбург Сіті», було засновано у 1966 році під назвою «Постал Юнайтед». Громадське об'єднання «Единбург Сіті», що продовжувало діяти після розформування однойменного футбольного клубу, заснованого у 1928-му, дало згоду на використання своєї назви клубом «Постал Юнайтед» у 1986 році. Клуб почав регулярно виступати у Кубку Шотландії з середини 1990-х, коли «Единбург Сіті» став повноправним членом Шотландської футбольної асоціації.
Вперше заявку на вступ до Шотландської футбольної ліги клуб подав у 2002 році після банкрутства «Ейрдріоніанс», проте місце у лізі того разу дісталося «Гретні». «Единбург Сіті» подав заявку знову в ході ліквідації клубу «Гретна» у 2008-му, але місце у ШФЛ отримав «Еннан Атлетік». За підсумками сезону 2015-16 «Сіті» отримав право грати у плей-офф за вихід до Шотландської професійної футбольної ліги проти клубу «Іст Стерлінгшир», якого переміг завдяки голу, забитому за 4 хвилини до кінця матчу.